# Der Schein trügt (Theaterstück)
Der Schein trügt ist ein zweiaktiges Drama von Thomas Bernhard.

## Inhalt
Der ehemalige Artist Karl und sein Bruder, der ehemalige Theaterschauspieler Robert, besuchen sich jeden Dienstag und Donnerstag. Keiner von beiden freut sich auf diese Treffen, jedoch führen sie diese Gewohnheit fort, anscheinend auch aus Mangel an anderen sozialen Kontakten.
Der erste Akt spielt in Karls Wohnung an einem Dienstagabend, vor und während Roberts Besuch. Er beginnt mit einem langen Monolog Karls, der sich dabei ankleidet und rasiert. Robert trifft verspätet ein und beide unterhalten sich über ihr Leben, über verpasste Chancen und über Karls Lebensgefährtin Mathilde, mit der er 30 Jahre zusammengelebt hatte und die vor Kurzem gestorben ist. Sie hat ihr Wochenendhäuschen nicht Karl, sondern Robert vermacht, worüber Karl verärgert ist. Karl möchte Mathildes Sachen nicht weggeben und auch die Wohnung nicht verändern.
Der zweite Akt zeigt den darauffolgenden Donnerstagabend und den Gegenbesuch Karls in Roberts Wohnung; auch dieser Akt beginnt mit einem Monolog des Gastgebers vor dem Eintreffen des Gastes, dann setzt sich das Gespräch aus dem ersten Akt fort.
Die Beziehung der Brüder ist ambivalent, geht von Zuneigung in Überdruss über. Oft reden die beiden weniger miteinander als nebeneinanderher.

## Inszenierungen
Die Uraufführung fand 1984 am Schauspielhaus Bochum unter der Regie von Claus Peymann statt, es spielten Bernhard Minetti (Karl) und Traugott Buhre (Robert).
1998 inszenierte Dieter Dorn das Stück an den Münchener Kammerspielen mit Rolf Boysen (Karl) und Thomas Holtzmann (Robert).
Anlässlich des 20. Todestags des Autors wurden am Wiener Burgtheater mehrere Stücke Bernhards, darunter Der Schein trügt, neu inszeniert. Regie führte Nicolas Brieger, es spielten Martin Schwab (Karl) und Michael König (Robert). Diese Inszenierung wurde trotz der Leistung der Schauspieler als „gediegen“, „brav“ und „zu verhalten“ kritisiert.